# Хацей, Арсений Игоревич
Арсе́ний И́горевич Хаце́й (род. 28 января 1994, Челябинск) — российский хоккеист, нападающий.

## Карьера
Родился в хоккейной семье. Отец Игорь — хоккеист и тренер. Дядя Евгений Хацей — также хоккеист, который по завершении карьеры занимал посты в клубах Высшей и Континентальной хоккейной лиги. Арсений Хацей начал заниматься хоккеем в школе московского «Спартака», где выступал на уровне открытого чемпионата Москвы среди юношей и прочих юношеских турниров. В 2011 году был вызван в сборную России U17 для участия в европейском юношеском олимпийском фестивале, который проходил в чешском городе Либерец. На этом турнире сборная России стала победителем соревнований.
В сезоне МХЛ 2011/2012 дебютировал на профессиональном уровне в составе «МХК Спартак». В этом же сезоне в составе юниорской сборной страны завоевал бронзовые медали на Кубке Глинки / Гретцки 2011 и выступил на Мировом кубке вызова. В сезоне МХЛ 2012/13 завоевал серебряные медали с молодёжной командой «красно-белых», в сезоне МХЛ 2013/2014 выиграл Кубок Харламова. Признавался самым ценным игроком плей-офф 2013/2014 и лучшим бомбардиром этого розыгрыша, записав на свой счёт 11 заброшенных шайб.
Летом 2014 года СКА объявил о переходе 16 игроков «Спартака» и МХК «Спартак» в свою клубную систему, в том числе и Хацея, таким образом новый сезон хоккеист начал в ВХЛ в составе команды «СКА-Карелия». Также сезон 2014/2015 в составе «СКА-1946» стал для Хацея последним на молодёжном уровне. В общей сложности в МХЛ хоккеист провёл 221 матч (включая игры плей-офф), забросил 49 шайб и отдал 48 результативных передач.
27 августа 2015 года дебютировал за СКА на уровне Континентальной хоккейной лиги в матче против минского «Динамо», стал автором результативной передачи. По ходу этого же сезона перешёл в клуб ВХЛ красноярский «Сокол», за который доиграл остаток сезона.
Сезон 2016/2017 начал в системе ханты-мансийской «Югры», однако по ходу сезона в результате обмена  перебрался в систему череповецкой «Северстали». Всего в этом сезоне провёл 36 матчей в КХЛ за оба клуба, в составе «Северстали» забросил две шайбы. Играл и за аффилированные клубы команд: «Рубин» и «Ижсталь» соответственно.
С 2017 по 2021 год выступал в клубах Высшей хоккейной лиги «Химик», «Южный Урал», «Буран», «Ценг Тоу», «Звезда», «Ижсталь» и «Ермак».

## Достижения
- Победитель Европейского юношеского олимпийского фестиваля 2011 года в составе юниорской сборной России
- Серебряный призёр МХЛ сезона 2012/2013
- Обладатель кубка Харламова сезона 2013/2014